# アシロイン縮合
アシロイン縮合（アシロインしゅくごう、acyloin condensation）とは、アルカリ金属によって2つのエステル基が還元的に縮合してアシロイン（α-ヒドロキシケトン）が得られる化学反応のことである。
1905年に L. ブーボー (L. Bouveault) らによってはじめて報告された。
この反応はナトリウムやナトリウムカリウム合金を、キシレンなどそれらと反応しない溶媒中でナトリウムの融点 (98℃) 以上に加熱し、激しく攪拌して分散させて調製されるディスパージョン中にエステルを滴下して行なう。
これらのアルカリ金属のディスパージョンは PTFE（テフロン）と激しく反応するため、有機化学実験にしばしば使用されるPTFE被覆の攪拌子の使用は避ける。
反応機構は以下のようなものである。まずエステルのカルボニル基がアルカリ金属によって1電子還元されてアニオンラジカルが生成し、これがカップリングした後アルコキシ基が脱離して1,2-ジケトンが生成する。
1,2-ジケトンのそれぞれのカルボニル基がさらにアルカリ金属で1電子還元されてエンジオールのジアニオンとなり、これに酸を加えて中和することで最終生成物のアシロインが得られる。
反応中間体のエンジオールのジアニオンが不安定であるために収率が低下しがちである。
そのため、原料のエステルと同時にクロロトリメチルシランを滴下してエンジオールのジアニオンを安定なビスシリルエーテルとして捕捉する改良法がしばしば使用される。
分子内に2つのエステル基を持つ基質を原料とすると、分子内でアシロイン縮合が起こり環状のエンジオールが得られる。
通常の反応では合成しにくい小員環や中～大員環もスムーズに生成できるため合成上有用な反応である。最初のカテナンは、本反応により合成された。